# Guðbrandsbiblía

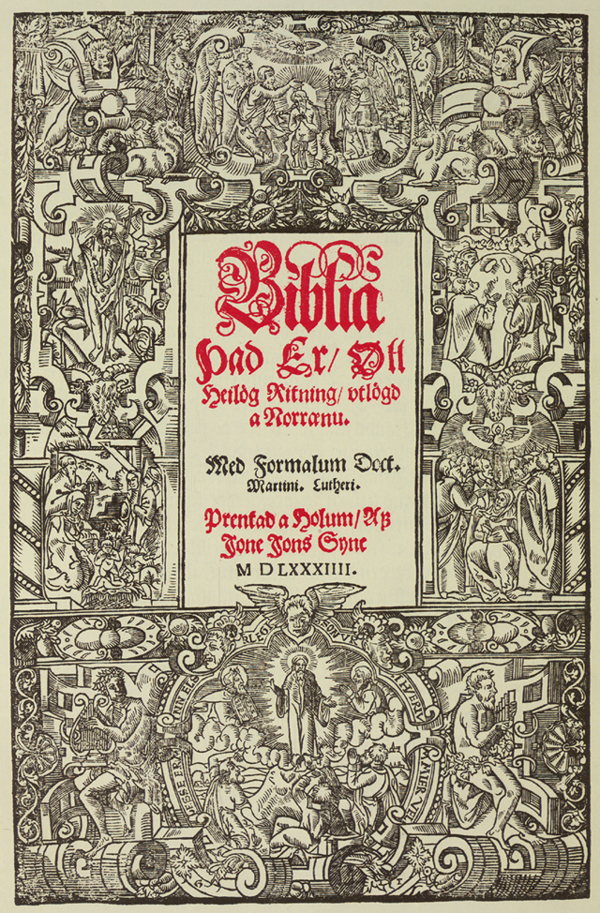
Guðbrandur publikoval první úplný islandský překlad bible v roce 1584.

Guðbrandsbiblía (Guðbrandova Bible) je nejstarší známý úplný překlad bible do islandštiny pocházející z roku 1584. Jejím vydavatelem byl hólarský biskup Guðbrandur Þorláksson.
Bible zahrnovala překlad Nového zákona Odda Gottskálkssona a překlad Starého zákona, jehož větší část přeložil sám Þorláksson.
První vydání bylo vydáno v nákladu 500 výtisků a bylo tištěno švabachem. Každý kostel na Islandu měl povinnost pořídit si exemplář této Bible. Její cena odpovídala ceně dvou až tří krav.